# Michael Stappert
Michael Stappert (* vermutlich um 1585 bis 1590 in Meiste bei Rüthen; † 1663 in Grevenstein), auch Michael Stapirius, war ein deutscher katholischer Pfarrer und verfasste eine Schrift zu den Hexenprozessen. Er war bis 1621 Pfarrer in der sauerländischen Stadt Hirschberg in Westfalen, danach in Grevenstein und war neben Johann Weyer, Anton Praetorius und Friedrich Spee ein Gegner der Hexenverfolgung.

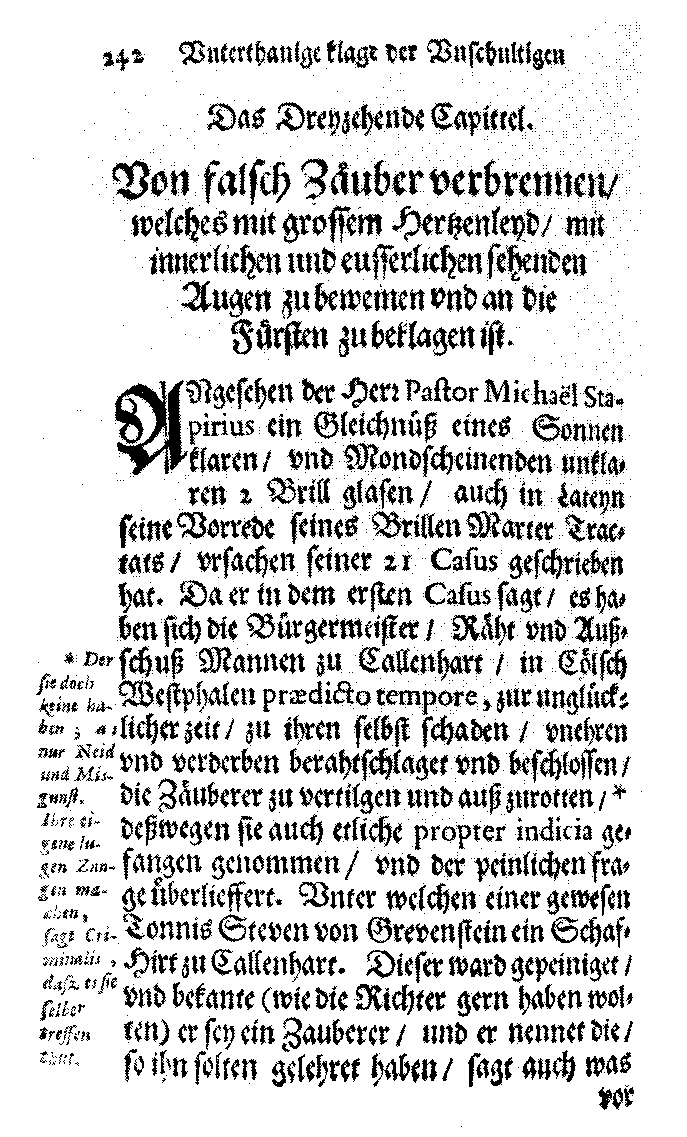
Michael Stappert, Brillen-Marter-Tractat

## Leben
Stappert hatte in der Zeit der Hexenverfolgungen als Pfarrer in Hirschberg ursprünglich selbst in seinen Predigten die Ausrottung der Hexen verlangt. Erste Zweifel regten sich bei ihm, als der Hexenrichter Dr. Heinrich von Schultheiß 1616–1617 Hexenprozesse gegen mindestens 13 Personen durchführte.
Als Seelsorger musste er den Verurteilten vor der Vollstreckung des Todesurteils geistlichen Trost zusprechen. Von ihnen erfuhr er, dass die Angeklagten nur durch die Folter zu den Geständnissen gebracht worden waren.
Manche Angeklagten baten Stapirius, ihre Äußerungen nicht dem Gericht mitzuteilen, weil sie bei Widerruf des Geständnisses erneut gefoltert wurden. Lieber wollten sie ohne weitere Qualen sterben.
Stappert gewann diese Erkenntnisse 1616–1617 bei Hexenprozessen in Kallenhardt, Hirschberg, Hellefeld und Allagen. 1617 wurde Steffen von Niederbergheim Opfer der Hexenverfolgung. In den Jahren 1628–1629 war er bei Hexenprozessen in Balve, Anröchte, Calle und Hirschberg beteiligt. Dabei führte er Gespräche mit den Angeklagten, mit ihren Verwandten, Gefängniswärtern und anderen Geistlichen über die wahren Vorgänge in den Prozessen und der Folter. Dies führte zu seiner Meinungsänderung, die er 1628/1629 aufschrieb. Dabei wandte er sich gegen die gnadenlose Folter und Verurteilung Unschuldiger als Hexen zum Tod auf dem Scheiterhaufen:
Der neunte Fall hat sich auch in Hirschberg zur selben Zeit zugetragen. Zur selben Zeit im selben Jahr wie vorhin angegeben [Anm.: 1616] ist eine Frau mit Namen Agatha Kricks in Hirschberg jämmerlich gemartert und gefoltert worden. In dieser Marter und Folter hat sie auch bekennen müssen, sie könne zaubern und habe diesem und jenem Schaden zugefügt. Als ich nun als Pastor zu ihr ins Gefängnis kam, da klagte sie, dass sie unschuldig sei mit folgenden Worten: „Ich habe in der Folter sagen müssen, ich könne zaubern. Aber der gerechte Gott im Himmel weiß um meine Unschuld und dass ich mich selbst habe belügen müssen, und wenn ich eine Zauberin wäre, so wollte ich es bekennen wie die anderen und solches Euch als meinem Beichtvater bekennen.“ Unterdessen sprach sie zu mir: „Ach Herr Pastor, wie soll ich es doch machen?“ Ich ermahnte sie mit Nachdruck, sie sollte sich doch nicht weiter vom Teufel verführen lassen, sondern ihre Sünde sowohl im innerlichen Gericht ihres Herzens und Gewissens vor Gott als auch im äußerlichen Gericht vor den Menschen, Richter und Schöffen, bekennen. Sie antwortete und sprach: „Ach Gott, ach Gott, wenn ich schuldig wäre, so wollte und sollte ich es tun, aber weil ich nicht schuldig bin, soll ich dann gleichwohl gegenüber meinem Beichtvater lügen und sagen, ich sei schuldig, während ich doch unschuldig bin?“ Weiter sprach sie: „Herr Pastor, Ihr habt mich genugsam ermahnt, ich will den Herrn deshalb vor Gott am jüngsten Tage entschuldigen. Und wenn ich Schuld hätte und es meinem vertrauten Beichtvater in meiner Sterbenszeit nicht bekennen wollte, was sollte mir das für Trost zur Seligkeit sein? Ich muss ja vor aller Menschen Augen als eine Zauberin sterben, und in solchem Fall wäre ich der ewigen Verdammnis würdig. Nun weiß Gott, dass ich nicht schuldig bin, und darauf will ich auch leben und sterben.“
(aus: Hermann Löher, Wehmütige Klage, unter Der neunte Casus hat sich auch in Hirtzberg zur selbigen zeit begeben, übertragen in heutiges Deutsch)
Er verfasste eine Schrift, die erst 1676 durch den Amsterdamer Bürger Hermann Löher in dessen Buch Hochnötige Unterthanige Wemütige Klage Der Frommen Unschültigen veröffentlicht wurde. Löher nennt es im 13. Kapitel das Brillen Marter Tractat.
Auf dem Titelblatt des Buches von Löher ist Michael Stapirius erwähnt.
Es wird nicht überliefert, wie Löher in den Besitz der Schrift von Stapirius gekommen ist und ob er dessen Vorlage vollständig und wörtlich übernommen hat. Deutlich wird, dass Löher häufige Kommentare hinzugefügt hat.
In seinem Traktat werden Namen von Opfern und Richtern genannt, die heute noch in der Gegend vorkommen.
Das einzige Exemplar von Löhers Schrift in Deutschland befindet sich im Archiv des Städtischen St.-Michael-Gymnasiums in Bad Münstereifel.

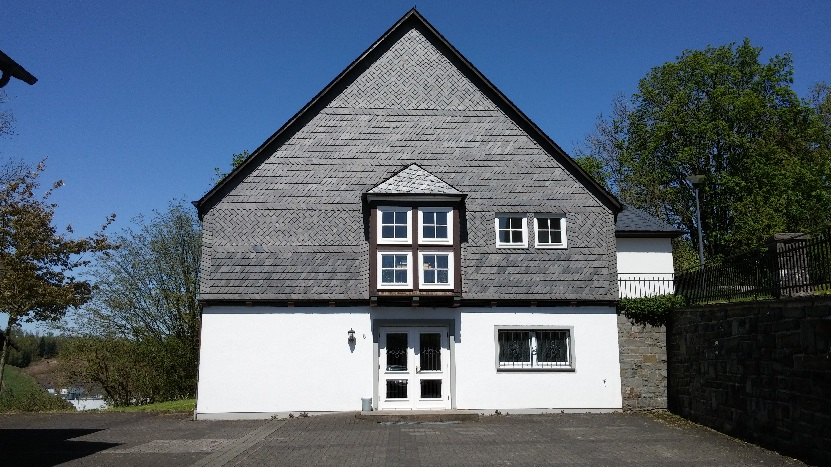
Michael-Stappert-Haus, Antoniusstraße 8, 59872 Meschede-Grevenstein

## Gedenken

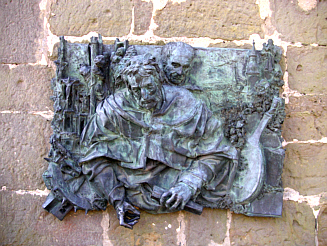
Rüthen Hexenturm, Bronzerelief von 1991 vom Bildhauer Bert Gerresheim, für Friedrich Spee und Pfarrer Michael Stappert

An sein Wirken erinnern das Michael-Stappert-Haus, Antoniusstraße 8, 59872 Meschede (Grevenstein), und ein Bronzerelief am Hexenturm in Rüthen.